# Nuoto ai Giochi della XXIV Olimpiade - 400 metri misti femminili

## Record
Prima di questa competizione, il record del mondo (WR) e il record olimpico (OR) erano i seguenti.
|  | 4'36"10 | Petra Schneider Germania Est | 1 agosto 1982 Guayaquil, Ecuador       |
|  | 4'36"29 | Petra Schneider Germania Est | 26 luglio 1980 Mosca, Unione Sovietica |

Durante l'evento non sono stato migliorati record.

## Batterie
Si sono svolte 4 batterie di qualificazione. I primi 8 atleti si sono qualificati per la finale A (Q), i successivi 8 hanno invece disputato la finale B (q).
| #  | Batteria | Atleta                 | Nazionalità      | Tempo   | Note |
| -- | -------- | ---------------------- | ---------------- | ------- | ---- |
| 1  | 3        | Noemi Lung             | Romania          | 4'41"96 | Q    |
| 2  | 3        | Kathleen Nord          | Germania Est     | 4'42"92 | Q    |
| 3  | 4        | Janet Evans            | Stati Uniti      | 4'43"04 | Q    |
| 4  | 3        | Jodie Clatworthy       | Australia        | 4'44"26 | Q    |
| 5  | 4        | Daniela Hunger         | Germania Est     | 4'44"85 | Q    |
| 6  | 3        | Elena Dendeberova      | Unione Sovietica | 4'46"63 | Q    |
| 7  | 2        | Donna Procter          | Australia        | 4'47"57 | Q    |
| 8  | 3        | Lin Li                 | Cina             | 4'48"89 | Q    |
| 9  | 2        | Yan Ming               | Cina             | 4'49"04 | q    |
| 10 | 4        | Roberta Felotti        | Italia           | 4'49"20 | q    |
| 11 | 2        | Erika Hansen           | Stati Uniti      | 4'50"03 | q    |
| 12 | 2        | Antoaneta Strumenlieva | Bulgaria         | 4'51"58 | q    |
| 13 | 2        | Christine Magnier      | Francia          | 4'51"91 | q    |
| 14 | 3        | Birgit Lohberg-Schulz  | Germania Ovest   | 4'52"05 | q    |
| 15 | 2        | Anette Philipsson      | Svezia           | 4'53"58 | q    |
| 16 | 2        | Annette Poulsen        | Danimarca        | 4'54"01 | q    |
| 17 | 4        | Anamarija Petričević   | Jugoslavia       | 4'54"17 |      |
| 18 | 4        | Suki Brownsdon         | Gran Bretagna    | 4'54"66 |      |
| 19 | 4        | Yoshie Nishioka        | Giappone         | 4'55"31 |      |
| 20 | 3        | Marianne Muis          | Paesi Bassi      | 4'56"31 |      |
| 21 | 3        | Mildred Muis           | Paesi Bassi      | 4'56"89 |      |
| 22 | 4        | Irene Dalby            | Norvegia         | 4'58"14 |      |
| 23 | 1        | Hiroyo Harada          | Giappone         | 5'00"92 |      |
| 24 | 2        | Tracey Atkin           | Regno Unito      | 5'01"34 |      |
| 25 | 1        | Michelle Smith         | Irlanda          | 5'01"84 |      |
| 26 | 1        | Marlene Bruten         | Messico          | 5'03"69 |      |
| 27 | 1        | Chang Hui-chien        | Taipei cinese    | 5'13"20 |      |
| 28 | 1        | Valentina Aracil       | Argentina        | 5'19"17 |      |
| 29 | 1        | Annemarie Munk         | Hong Kong        | 5'24"11 |      |
| 30 | 1        | Kimberly Chen          | Taipei cinese    | 5'28"15 |      |
| -  | 4        | Yuliya Bogacheva       | Unione Sovietica | DNS     |      |

## Finale B
| Posizione | Atleta                 | Paese          | Tempo   | Note |
| --------- | ---------------------- | -------------- | ------- | ---- |
| 1         | Roberta Felotti        | Italia         | 4'49"53 |      |
| 2         | Birgit Lohberg-Schulz  | Germania Ovest | 4'50"54 |      |
| 3         | Erika Hansen           | Stati Uniti    | 4'51"93 |      |
| 4         | Antoaneta Strumenlieva | Bulgaria       | 4'52"33 |      |
| 5         | Anette Philipsson      | Svezia         | 4'52"77 |      |
| 6         | Christine Magnier      | Francia        | 4'53"29 |      |
| 7         | Annette Poulsen        | Danimarca      | 4'54"40 |      |
| 8         | Yan Ming               | Cina           | 4'55"92 |      |

## Finale A
| Posizione | Atleta            | Paese            | Tempo   | Note |
| --------- | ----------------- | ---------------- | ------- | ---- |
| Oro       | Janet Evans       | Stati Uniti      | 4'37"76 |      |
| Argento   | Noemi Lung        | Romania          | 4'39"46 |      |
| Bronzo    | Daniela Hunger    | Germania Est     | 4'39"76 |      |
| 4         | Elena Dendeberova | Unione Sovietica | 4'40"44 |      |
| 5         | Kathleen Nord     | Germania Est     | 4'41"64 |      |
| 6         | Jodie Clatworthy  | Australia        | 4'45"86 |      |
| 7         | Lin Li            | Cina             | 4'47"05 |      |
| 8         | Donna Procter     | Australia        | 4'47"51 |      |